# 本山町

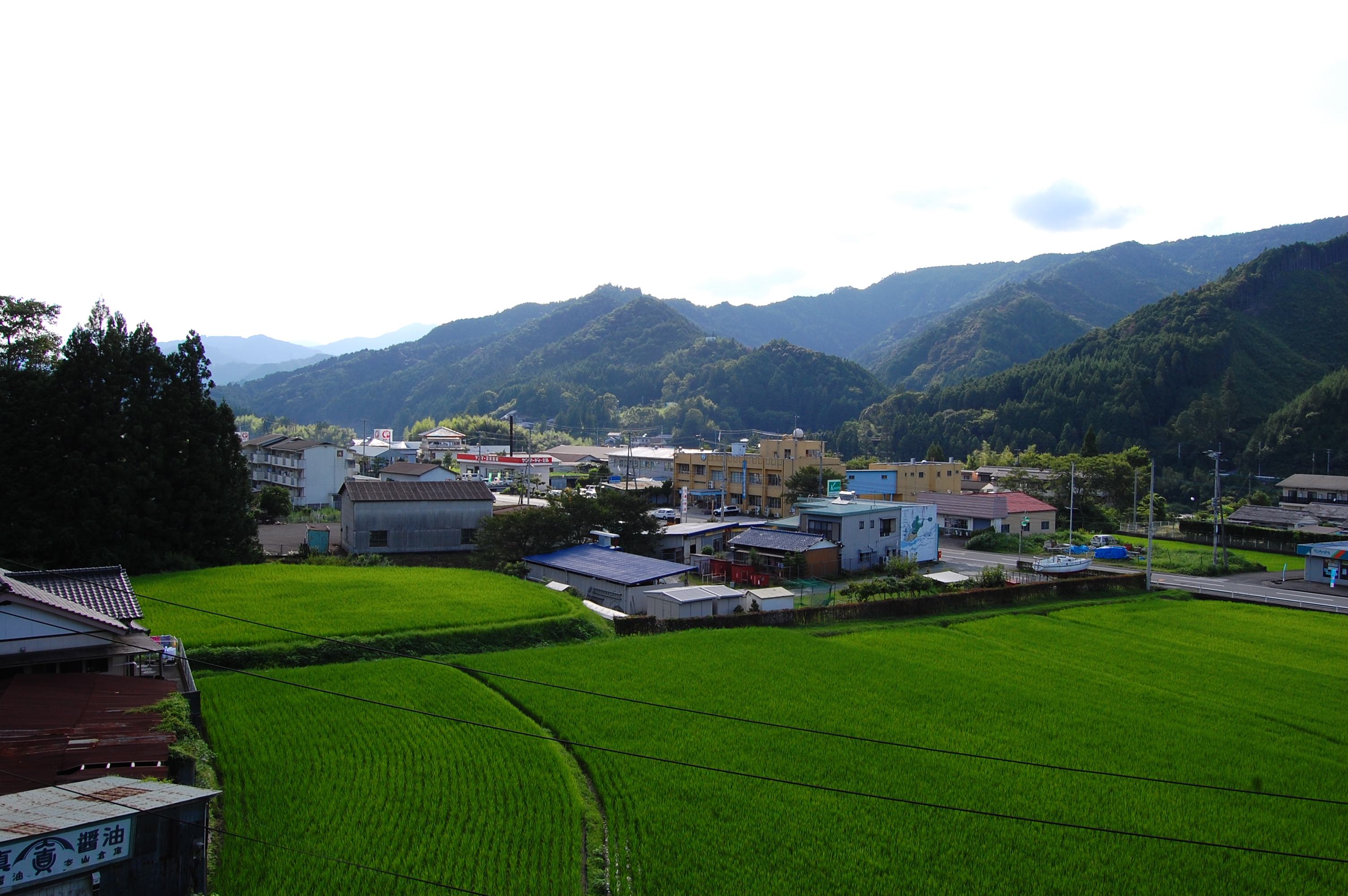
本山町中心部。中央の茶色の建物は本山警察庁舎

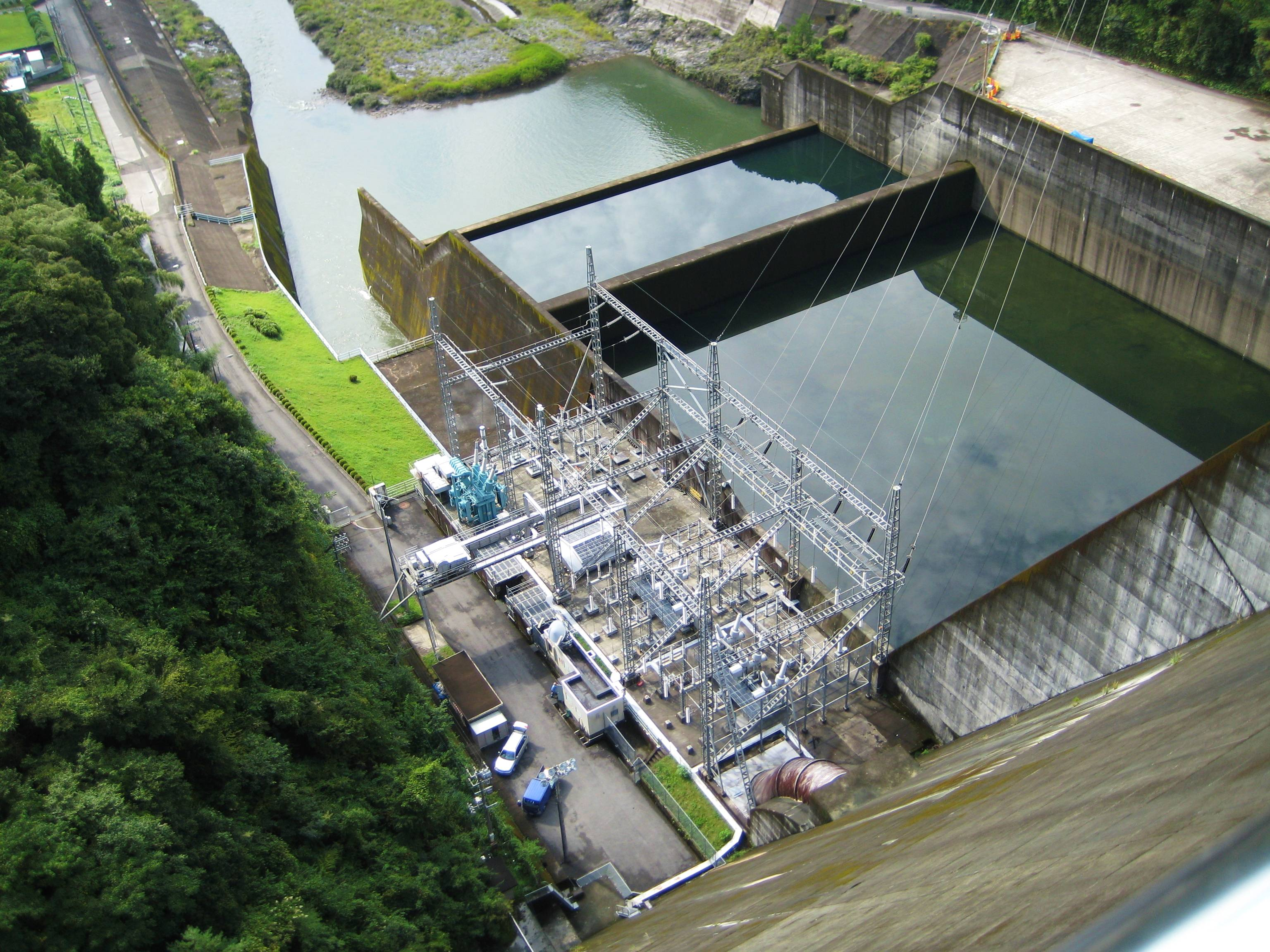
早明浦発電所

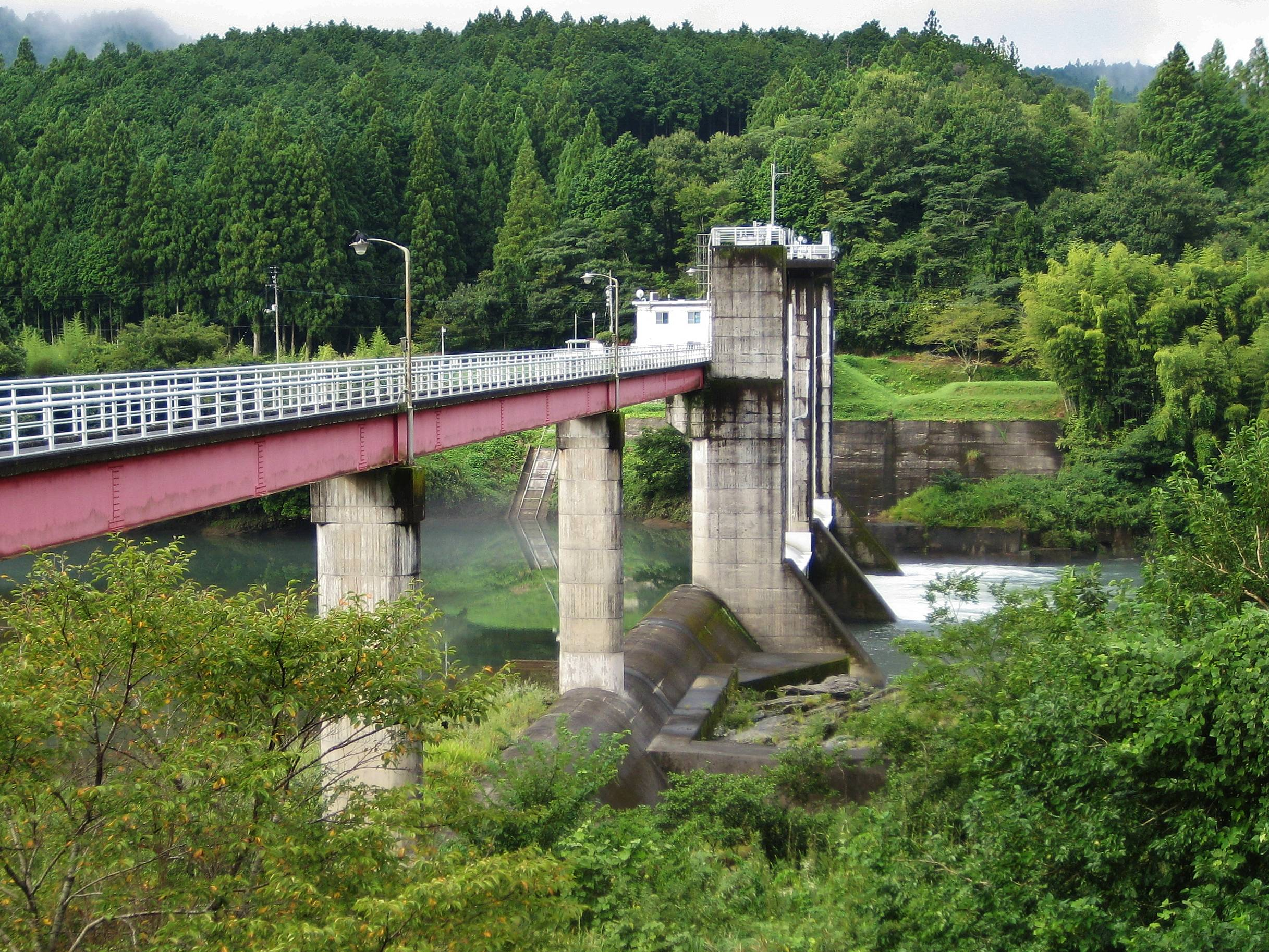
山崎ダム

本山町（もとやまちょう）は、高知県北部中央にあり、長岡郡に属する町。四国地方のほぼ中央、吉野川上流域に位置している。

## 概要
板垣退助の先祖ゆかりの地。また、早明浦ダムの近辺にあり、四国の水源地にあたるため、近年は天空の郷とも呼ばれている。

## 地理
北部一帯に高峻な石鎚山地、南部に比較的なだらかな剣山地があり、その中間部を吉野川が東流し河岸平地をつくっている。

### 地形

#### 山地
主な山
- 工石山
- 白髪山
- 大森山
- 佐々連尾山
- 玉取山

#### 河川
主な川
- 吉野川
- 汗見川

主な滝
- 赤滝
- 樽の滝

#### 湖沼
主な湖
- 早明浦ダム
- 山崎ダム

### 気候
| 本山（1991年 - 2020年）の気候      | 本山（1991年 - 2020年）の気候 | 本山（1991年 - 2020年）の気候 | 本山（1991年 - 2020年）の気候 | 本山（1991年 - 2020年）の気候 | 本山（1991年 - 2020年）の気候 | 本山（1991年 - 2020年）の気候 | 本山（1991年 - 2020年）の気候 | 本山（1991年 - 2020年）の気候 | 本山（1991年 - 2020年）の気候 | 本山（1991年 - 2020年）の気候 | 本山（1991年 - 2020年）の気候 | 本山（1991年 - 2020年）の気候 | 本山（1991年 - 2020年）の気候 |
| 月                                 | 1月                           | 2月                           | 3月                           | 4月                           | 5月                           | 6月                           | 7月                           | 8月                           | 9月                           | 10月                          | 11月                          | 12月                          | 年                            |
| ---------------------------------- | ----------------------------- | ----------------------------- | ----------------------------- | ----------------------------- | ----------------------------- | ----------------------------- | ----------------------------- | ----------------------------- | ----------------------------- | ----------------------------- | ----------------------------- | ----------------------------- | ----------------------------- |
| 最高気温記録 °C （°F）             | 18.8 (65.8)                   | 23.6 (74.5)                   | 26.2 (79.2)                   | 31.5 (88.7)                   | 33.2 (91.8)                   | 35.2 (95.4)                   | 38.1 (100.6)                  | 38.1 (100.6)                  | 35.9 (96.6)                   | 31.7 (89.1)                   | 26.2 (79.2)                   | 22.6 (72.7)                   | 38.1 (100.6)                  |
| 平均最高気温 °C （°F）             | 9.3 (48.7)                    | 10.5 (50.9)                   | 14.3 (57.7)                   | 19.9 (67.8)                   | 24.4 (75.9)                   | 26.7 (80.1)                   | 30.6 (87.1)                   | 31.4 (88.5)                   | 27.8 (82)                     | 22.7 (72.9)                   | 16.7 (62.1)                   | 11.2 (52.2)                   | 20.5 (68.9)                   |
| 日平均気温 °C （°F）               | 3.3 (37.9)                    | 4.2 (39.6)                    | 7.7 (45.9)                    | 12.7 (54.9)                   | 17.3 (63.1)                   | 21.0 (69.8)                   | 24.8 (76.6)                   | 25.2 (77.4)                   | 21.9 (71.4)                   | 16.2 (61.2)                   | 10.5 (50.9)                   | 5.3 (41.5)                    | 14.2 (57.6)                   |
| 平均最低気温 °C （°F）             | −1.1 (30)                     | −0.5 (31.1)                   | 2.3 (36.1)                    | 6.7 (44.1)                    | 11.9 (53.4)                   | 17.1 (62.8)                   | 21.1 (70)                     | 21.6 (70.9)                   | 18.1 (64.6)                   | 12.0 (53.6)                   | 6.3 (43.3)                    | 1.2 (34.2)                    | 9.8 (49.6)                    |
| 最低気温記録 °C （°F）             | −8.9 (16)                     | −8.4 (16.9)                   | −5.7 (21.7)                   | −2.7 (27.1)                   | 1.9 (35.4)                    | 7.2 (45)                      | 13.4 (56.1)                   | 14.0 (57.2)                   | 7.8 (46)                      | 2.3 (36.1)                    | −2.8 (27)                     | −5.6 (21.9)                   | −8.9 (16)                     |
| 降水量 mm （inch）                 | 67.6 (2.661)                  | 103.6 (4.079)                 | 173.6 (6.835)                 | 196.0 (7.717)                 | 241.9 (9.524)                 | 352.6 (13.882)                | 452.6 (17.819)                | 410.1 (16.146)                | 426.9 (16.807)                | 226.4 (8.913)                 | 122.3 (4.815)                 | 95.6 (3.764)                  | 2,892.3 (113.87)              |
| 平均降水日数 （≥1.0 mm）           | 7.5                           | 9.0                           | 11.7                          | 10.8                          | 10.8                          | 14.5                          | 13.8                          | 13.7                          | 12.8                          | 9.2                           | 7.6                           | 7.9                           | 127.9                         |
| 平均月間日照時間                   | 149.0                         | 145.3                         | 165.4                         | 184.2                         | 188.7                         | 122.6                         | 145.7                         | 160.6                         | 125.4                         | 146.5                         | 133.1                         | 135.3                         | 1,801.8                       |
| 出典1：Japan Meteorological Agency |                               |                               |                               |                               |                               |                               |                               |                               |                               |                               |                               |                               |                               |
| 出典2：気象庁                      |                               |                               |                               |                               |                               |                               |                               |                               |                               |                               |                               |                               |                               |

### 人口
| |                                        |  |
| 本山町と全国の年齢別人口分布（2005年） | 本山町の年齢・男女別人口分布（2005年） |  |
| ■紫色 ― 本山町 ■緑色 ― 日本全国 | ■青色 ― 男性 ■赤色 ― 女性              |  |
| 本山町（に相当する地域）の人口の推移 \| 1970年（昭和45年） \| 7,052人 \| \| \| 1975年（昭和50年） \| 6,265人 \| \| \| 1980年（昭和55年） \| 6,011人 \| \| \| 1985年（昭和60年） \| 5,566人 \| \| \| 1990年（平成2年） \| 5,215人 \| \| \| 1995年（平成7年） \| 4,901人 \| \| \| 2000年（平成12年） \| 4,657人 \| \| \| 2005年（平成17年） \| 4,374人 \| \| \| 2010年（平成22年） \| 4,103人 \| \| \| 2015年（平成27年） \| 3,573人 \| \| \| 2020年（令和2年） \| 3,261人 \| \| |                                        |  |
| 総務省統計局 国勢調査より |                                        |  |
| 1970年（昭和45年） | 7,052人                                |  |
| 1975年（昭和50年） | 6,265人                                |  |
| 1980年（昭和55年） | 6,011人                                |  |
| 1985年（昭和60年） | 5,566人                                |  |
| 1990年（平成2年） | 5,215人                                |  |
| 1995年（平成7年） | 4,901人                                |  |
| 2000年（平成12年） | 4,657人                                |  |
| 2005年（平成17年） | 4,374人                                |  |
| 2010年（平成22年） | 4,103人                                |  |
| 2015年（平成27年） | 3,573人                                |  |
| 2020年（令和2年） | 3,261人                                |  |

### 隣接自治体
高知県
- 南国市
- 香美市
- 長岡郡大豊町
- 土佐郡土佐町

愛媛県
- 四国中央市

## 歴史

### 沿革

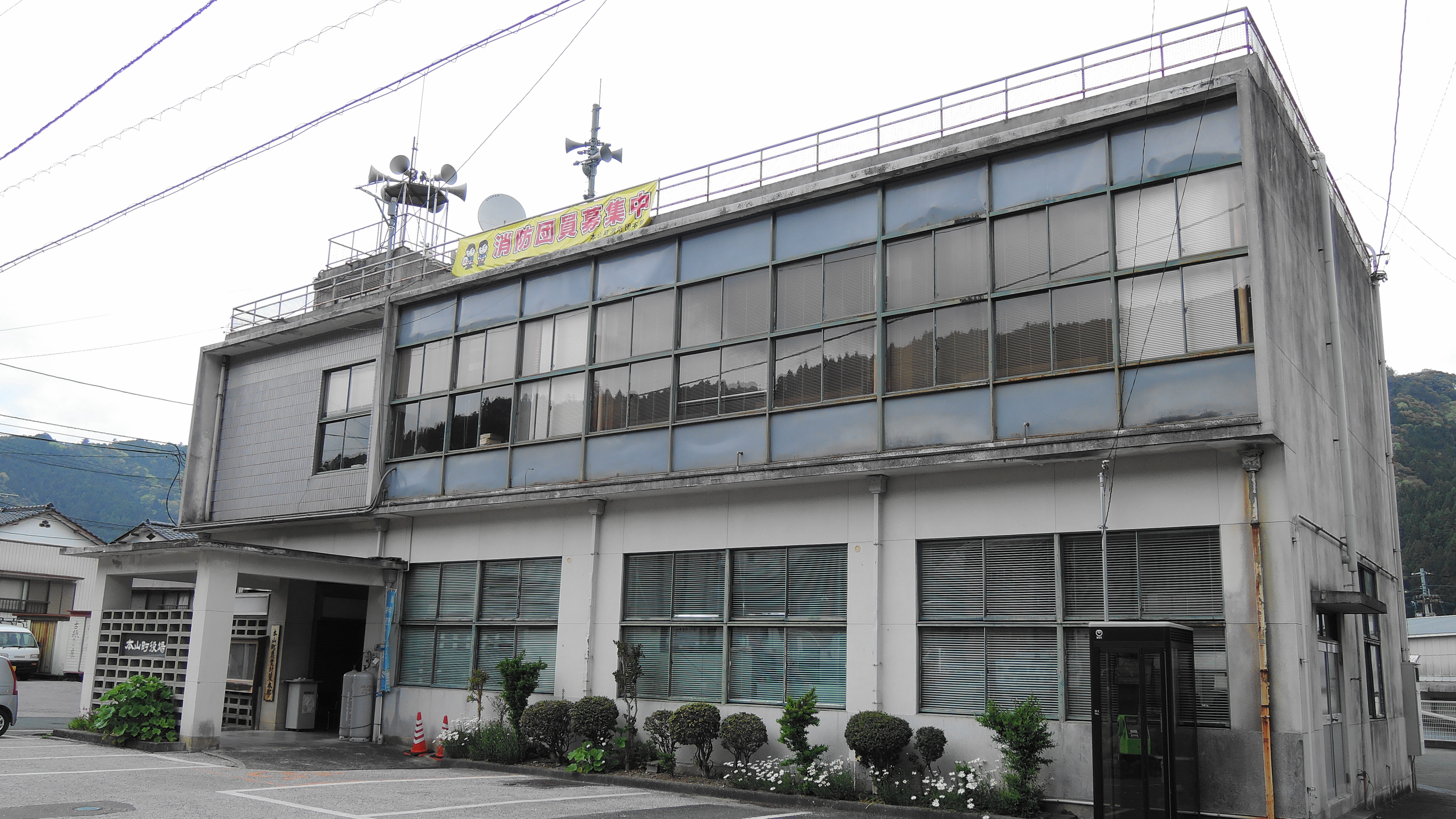
旧本山町役場（2014年）

- 1889年（明治22年）4月1日 - 町村制の施行により、本山村・大石村・吉延村・高角村・古田村・井ノ窪村・下津野村・木能津村・上関村・下関村・北山村・介藤村の区域をもって西本山村が発足。
- 1890年（明治23年）6月1日 - 西本山村が改称して本山村となる。
- 1910年（明治43年）6月1日 - 本山村が町制施行して本山町（第1次）となる。
- 1955年（昭和30年）4月20日 - 吉野村と合併し、改めて本山町（第2次）が発足。
- 1961年（昭和36年）4月1日 - 大字上津川・下川・古味・井尻・大淵が土佐郡土佐村に編入。
- 2023年（令和5年）4月1日 - 役場を高知県長岡郡本山町本山504番地から同636番地に新築移転。同月3日より新庁舎での業務を開始[3]。

## 政治

### 行政

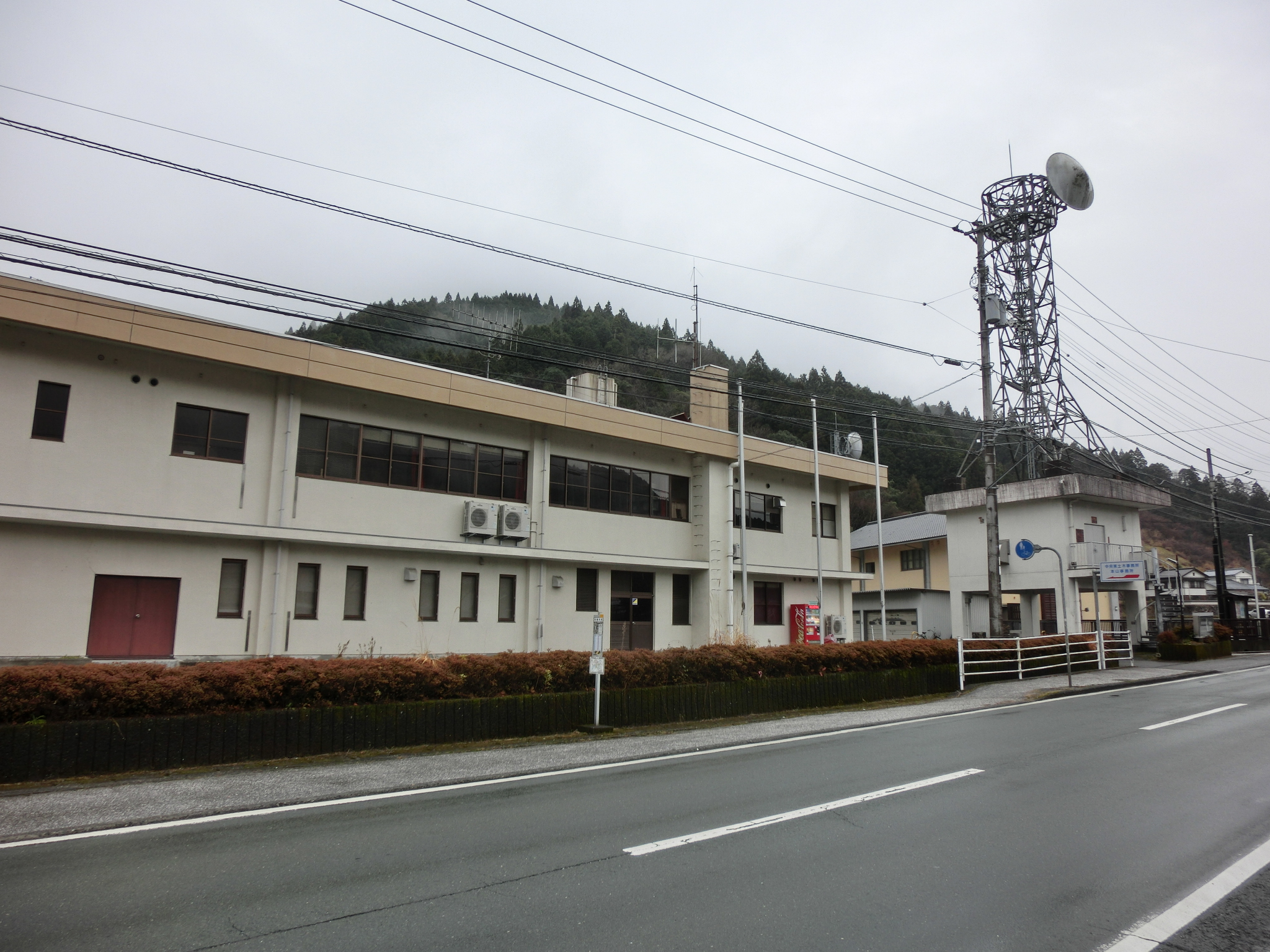
中央東土木事務所本山事務所

#### 町長
現職町長
- 澤田和廣 - 2021年（平成29年）12月16日就任、1期目

### 県機関
- 高知県中央東土木事務所本山事務所

## 国家機関

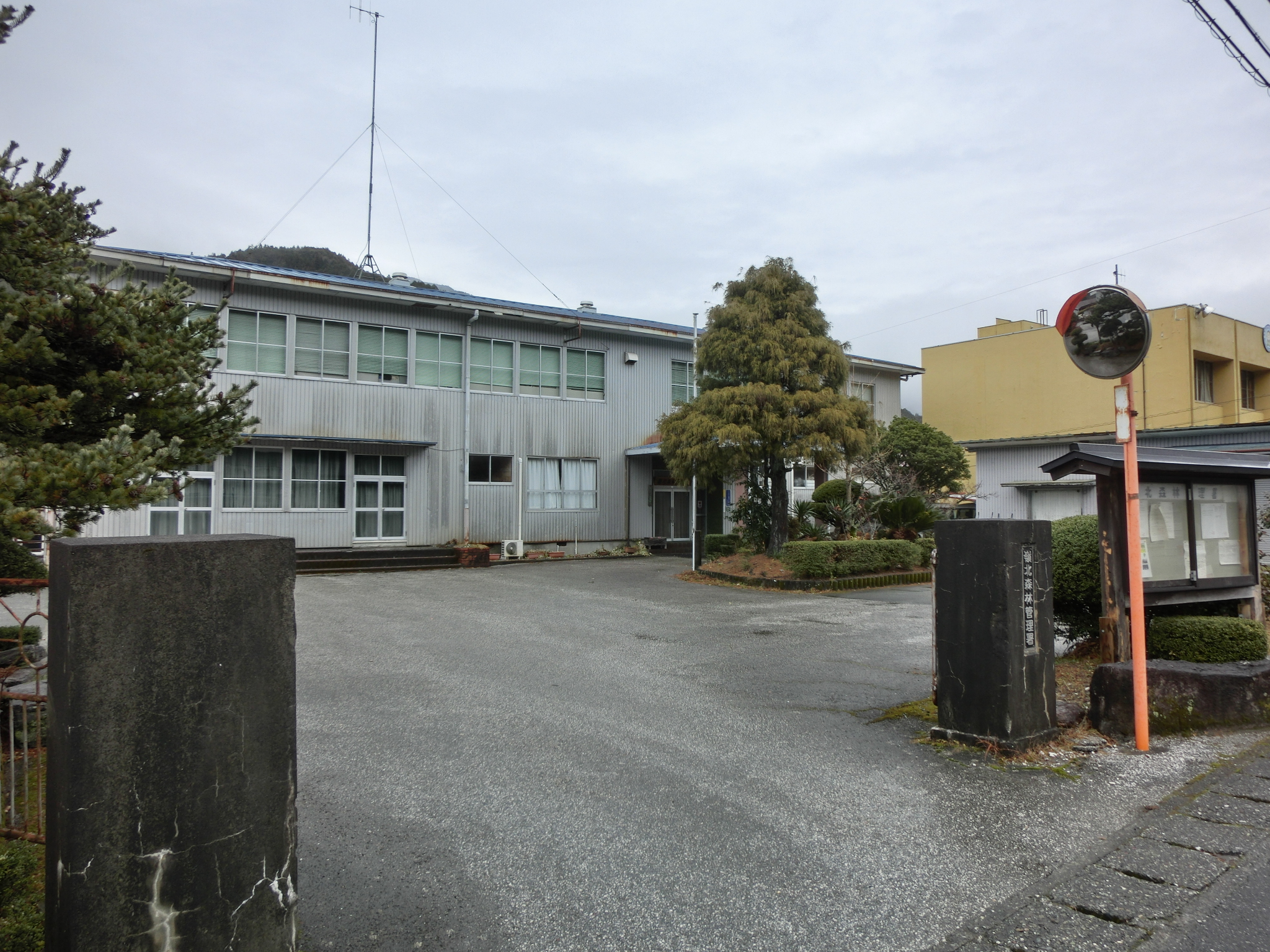
嶺北森林管理署

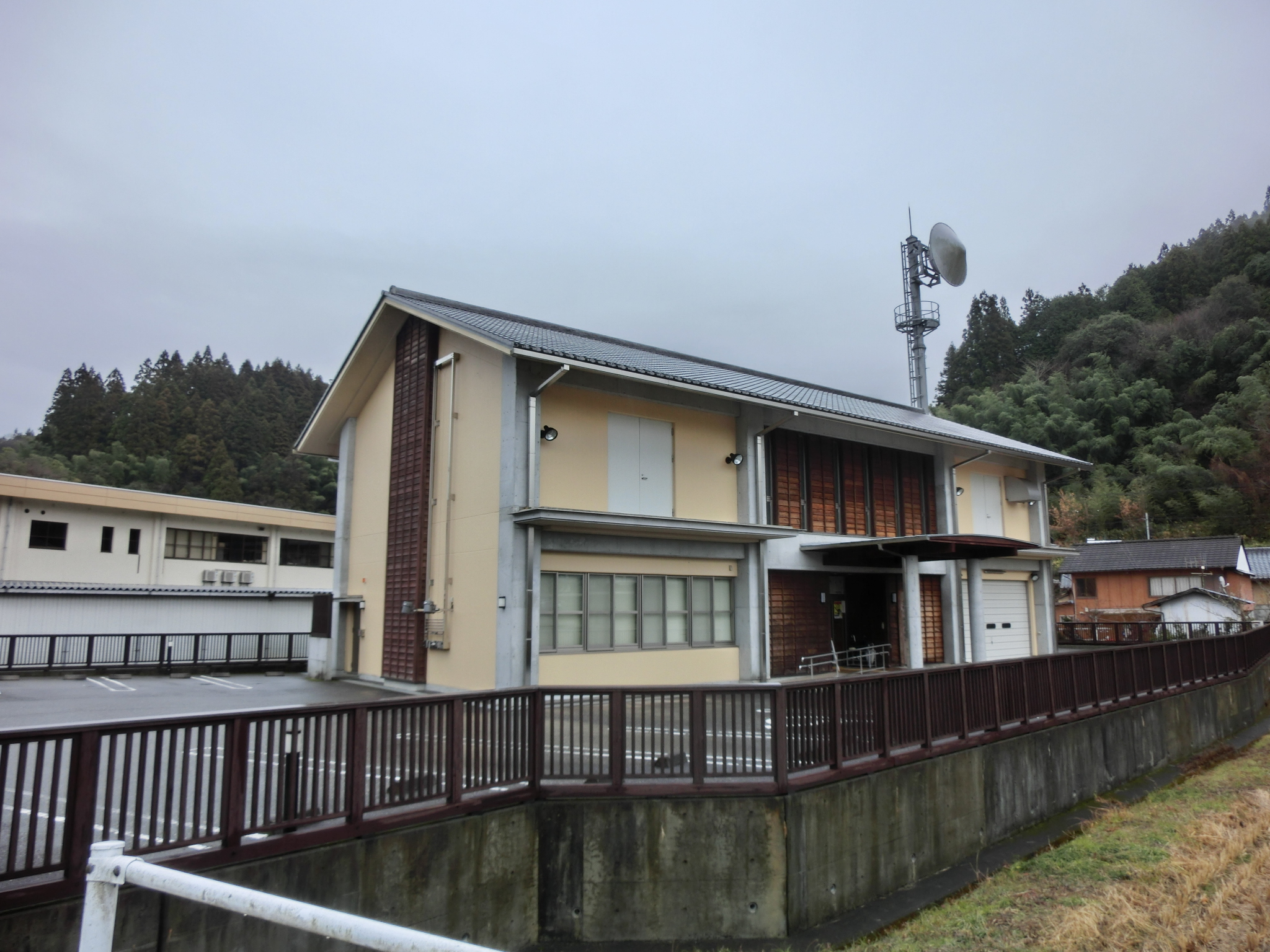
吉野川砂防出張所

### 国土交通省
- 四国地方整備局
  - 四国山地砂防事務所 吉野川砂防出張所

### 農林水産省
林野庁
- 四国森林管理局
  - 嶺北森林管理署

## 施設

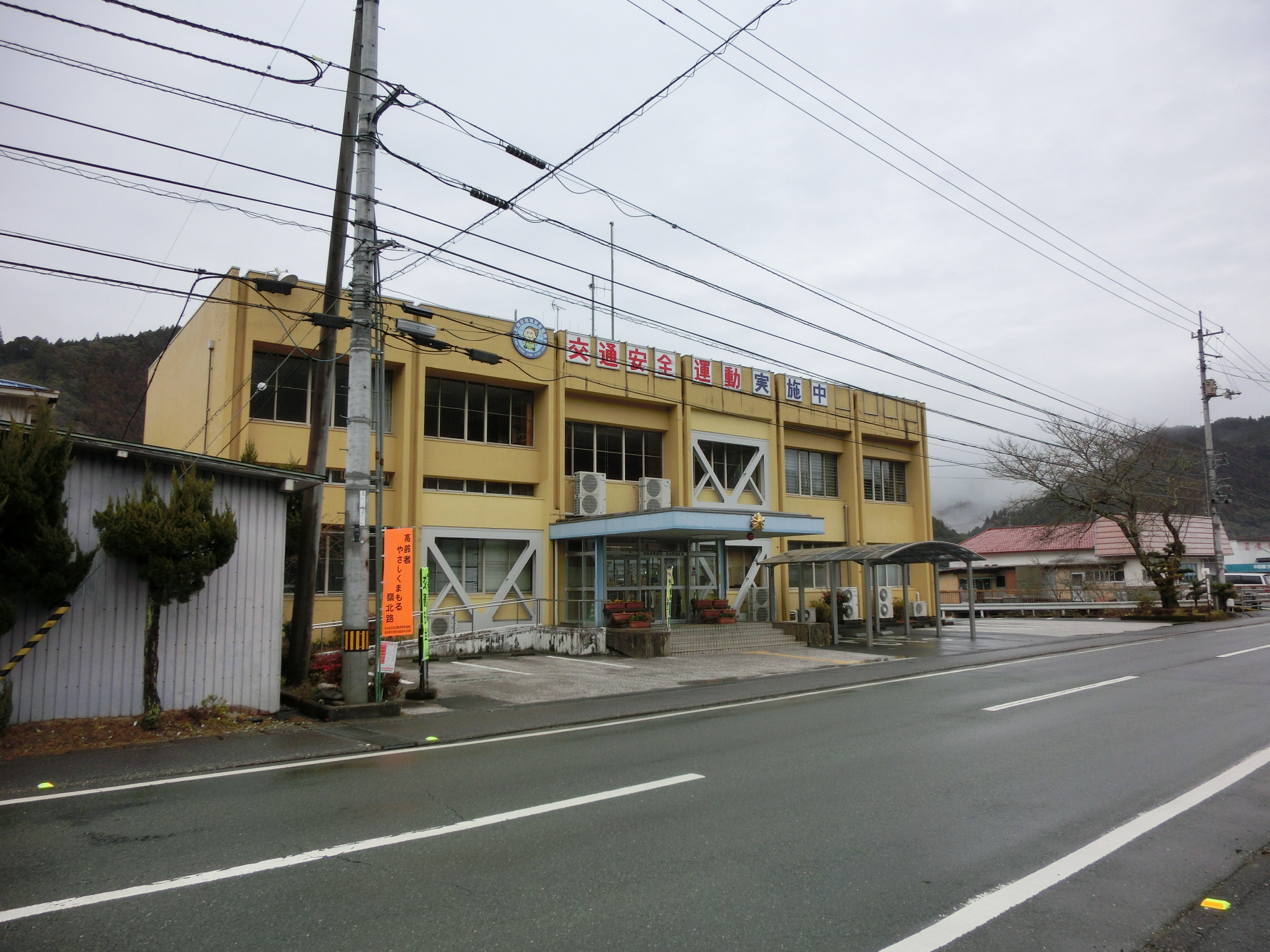
高知東警察署本山警察庁舎

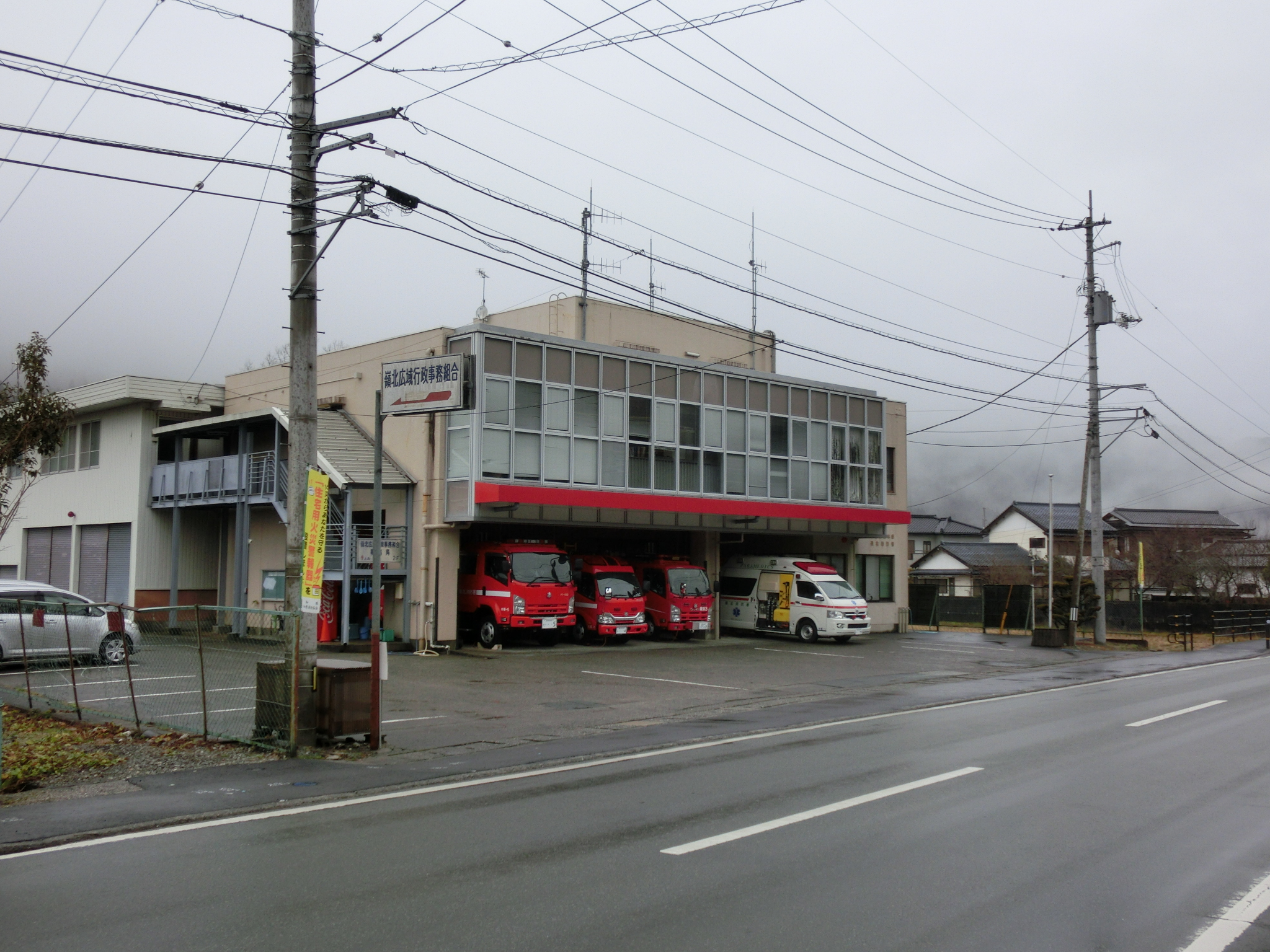
嶺北消防本部

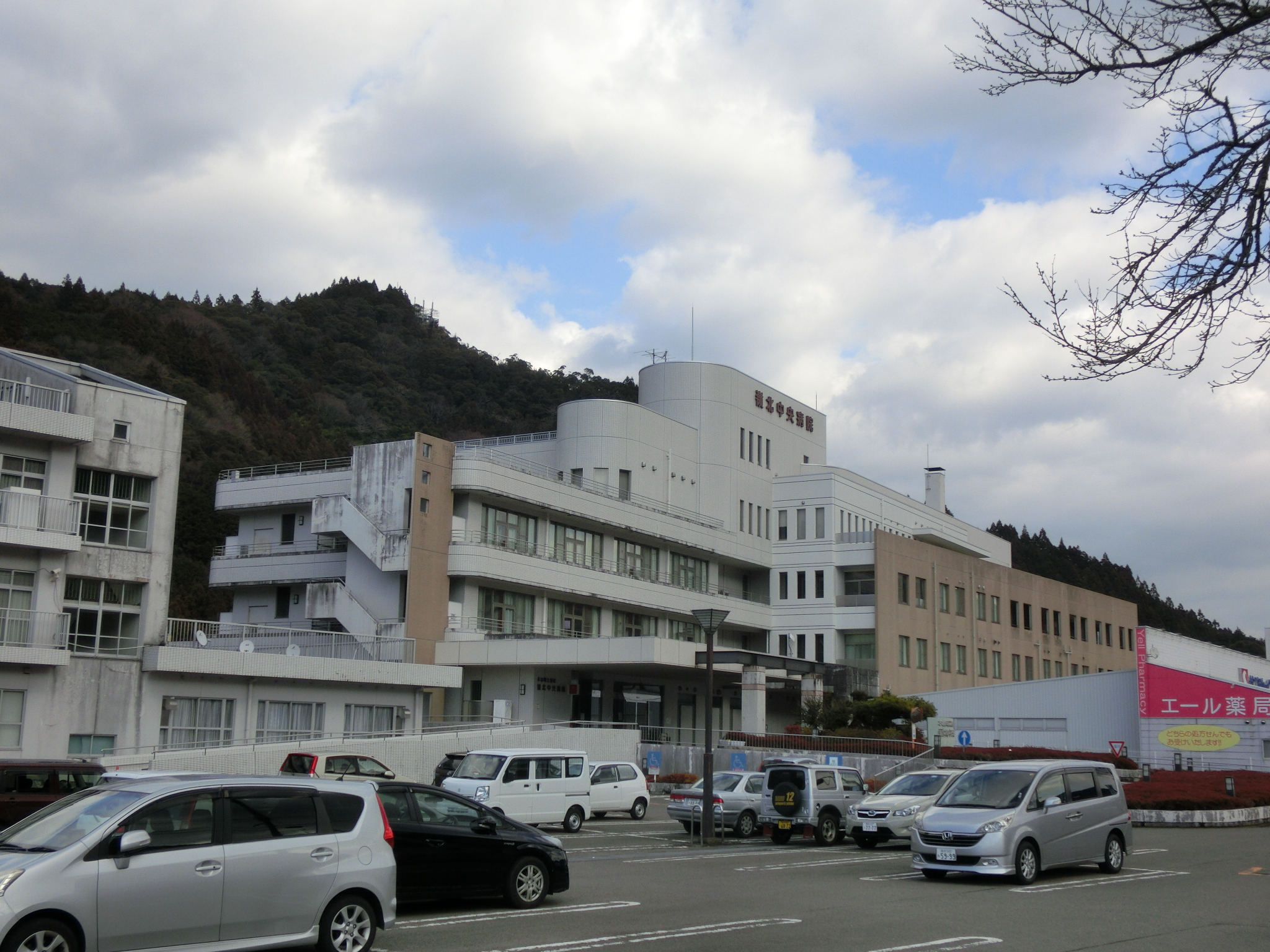
嶺北中央病院

### 警察
- 高知東警察署本山警察庁舎

### 消防
- 嶺北広域行政事務組合嶺北消防本部

### 医療
主な病院
- 本山町国民健康保険嶺北中央病院

### 郵便局
主な郵便局
- 日本郵便本山郵便局

### 交流施設
センター
- 白髪山ふれあいの村休養センター
- 汗見川ふれあいの郷清流館
- 大原富枝文学館
- 本山町プラチナセンター

## 対外関係

### 姉妹都市･提携都市

#### 海外
提携都市
- アッパーダービー（アメリカ合衆国 ペンシルバニア州）
  - 1966年（昭和41年）8月10日 友好都市提携

#### 国内
提携都市
- 浦臼町（北海道樺戸郡）
  - 1999年（平成11年）2月27日 友好都市提携

その他
- 日本で最も美しい村連合
美しい村づくり、ロゴマークの活用、サポーター会員制度、イベントの開催、広報活動を行っている地方自治体や地域の連合体に参加している。

## 経済

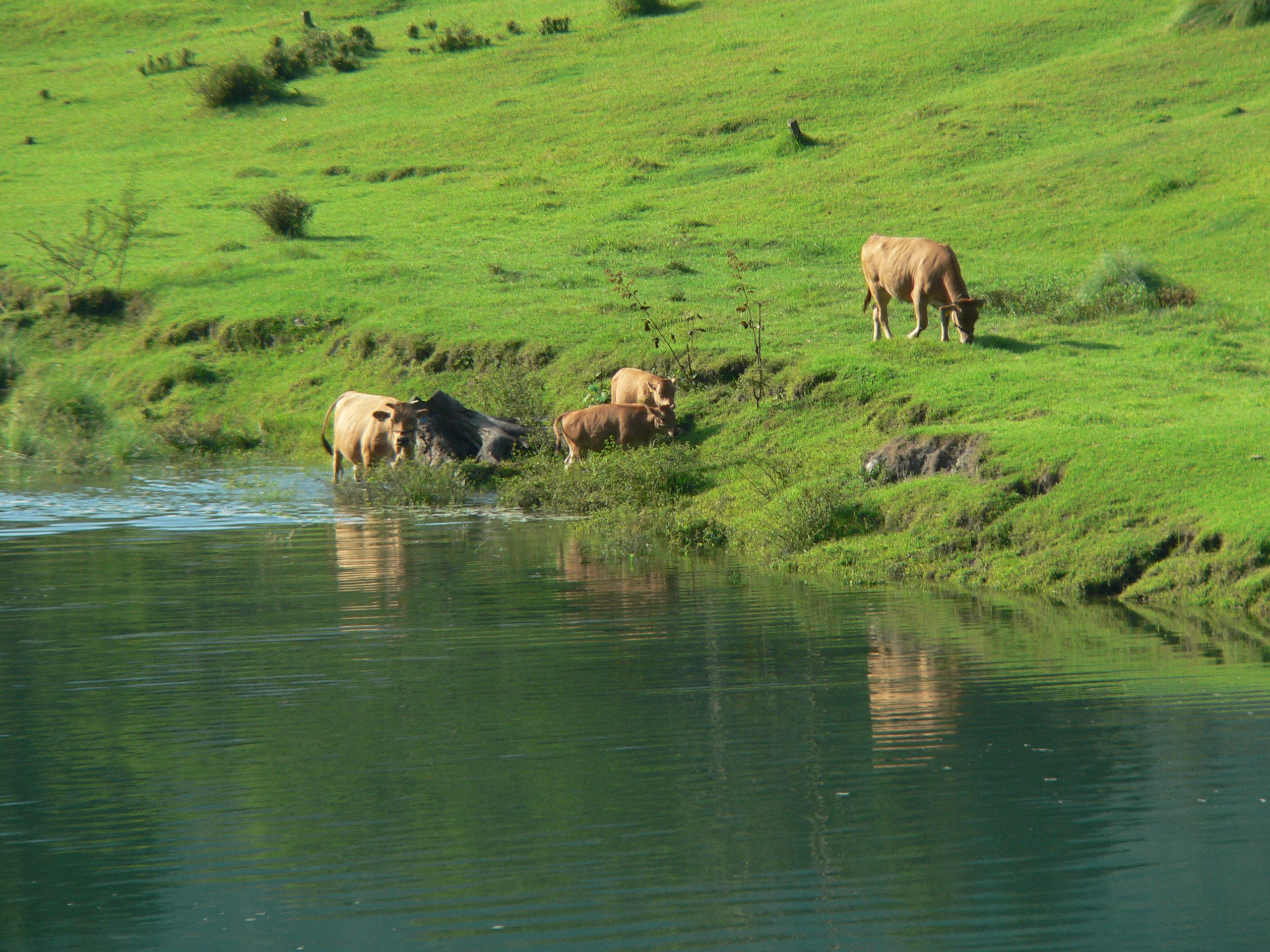
土佐あかうしの放牧 (高知県長岡郡本山町助藤)

主な産業は第一次産業（林業・農業（天空米）畜産業など）である。

### 第一次産業

#### 農業
- 稲作 - 土佐天空の郷

#### 畜産業
- 土佐赤牛（土佐あか牛）

### 金融機関
- 四国銀行本山支店

## 教育

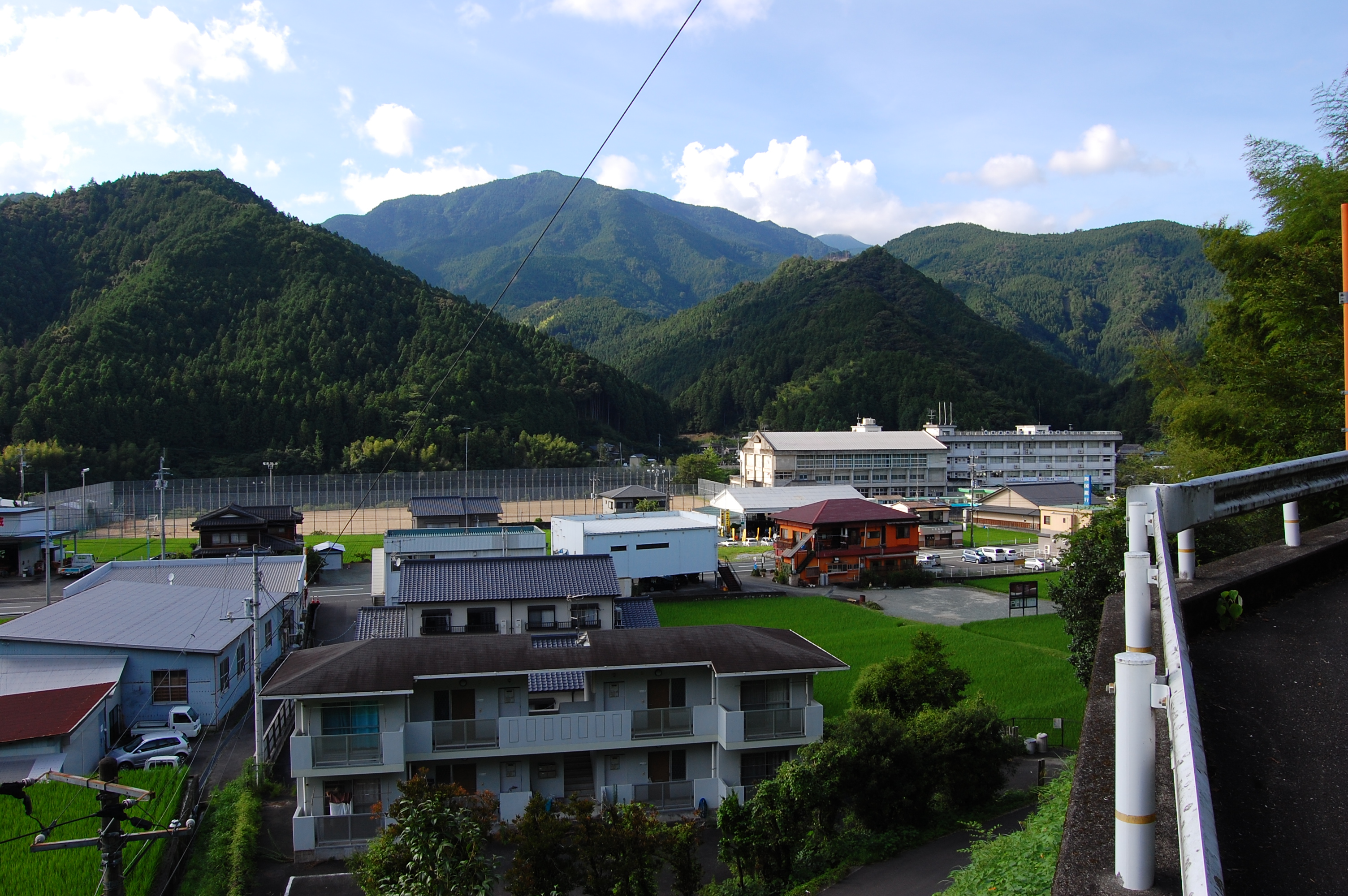
嶺北高等学校

### 高等学校
県立
- 高知県立嶺北高等学校

### 中学校
町立
- 本山町立嶺北中学校（2011年（平成23年）4月1日本山町土佐町中学校組合立嶺北中学校から改称[4]）

### 小学校
町立
- 本山町立本山小学校
- 本山町立吉野小学校

## 交通

### 空路

#### 空港
- 町内に空港はない。
  - 最寄りの空港は高知空港。

### 鉄道
- 町内を鉄道路線は走っていない。
  - 四国旅客鉄道（JR四国）土讃線大杉駅が最寄り（町内から嶺北観光自動車に乗車）。

### 路線バス
- 嶺北観光自動車 - 大杉駅（大豊町）と町内を結ぶ路線を運行している。町に隣接する土佐町田井発着の便が多い。高知大学医学部附属病院（南国市）発着便もある。
  - 医大病院 - 領石 - 繁藤駅前 - 大杉駅 - 本山 - 北岸 - 田井
  - 田井 - 本山 - 冬の瀬
  - 本山 - 田井 - 役場通 - 西石原
- さくらバス - コミュニティバス。5路線あり、路線ごとに異なる曜日に運行する。

### 道路

#### 国道
- 国道439号

#### 県道
- 高知県道262号磯谷本山線
- 高知県道263号田井大瀬線
- 高知県道264号坂瀬吉野線
- 高知県道267号上穴内本山線

## 観光

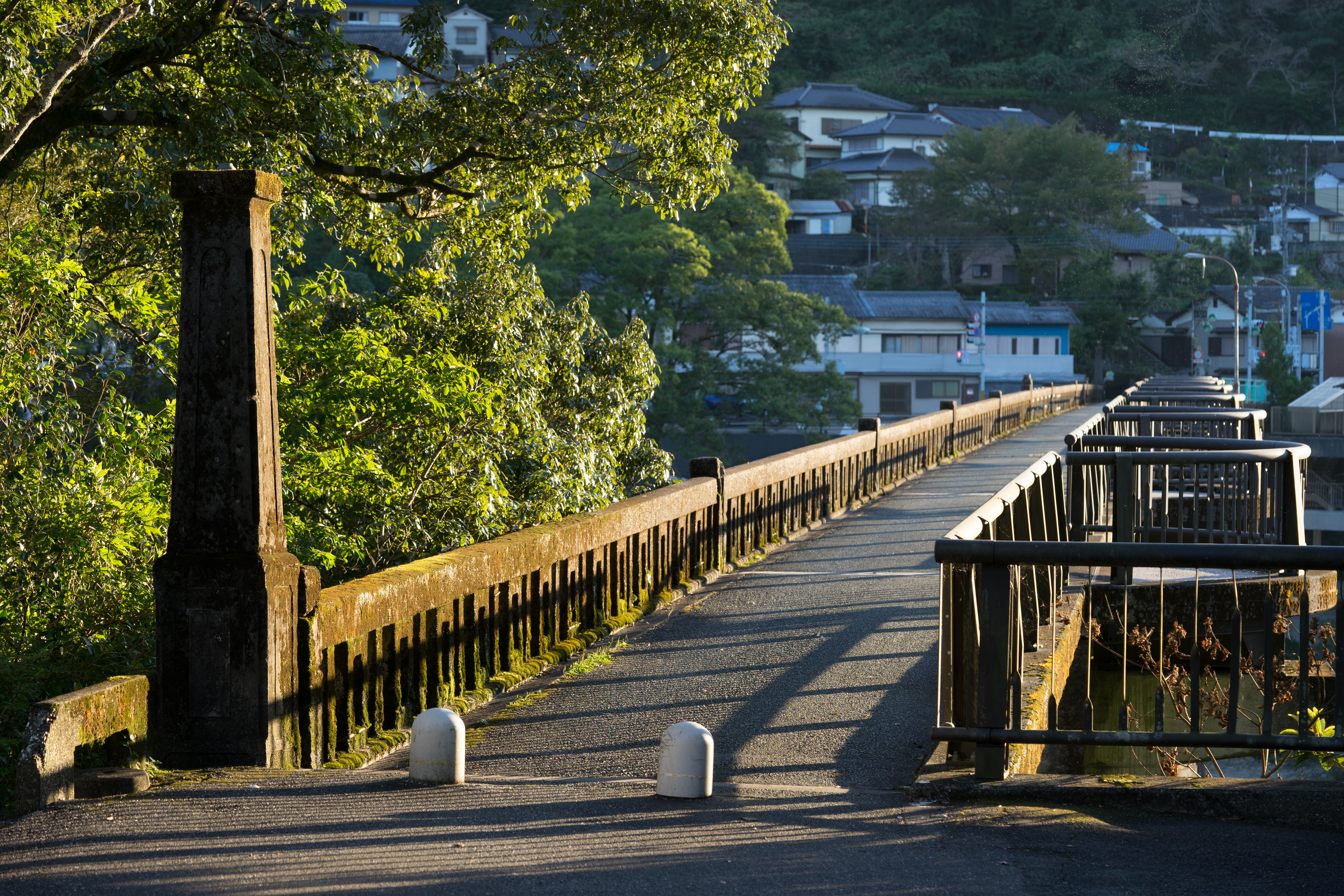
旧本山大橋

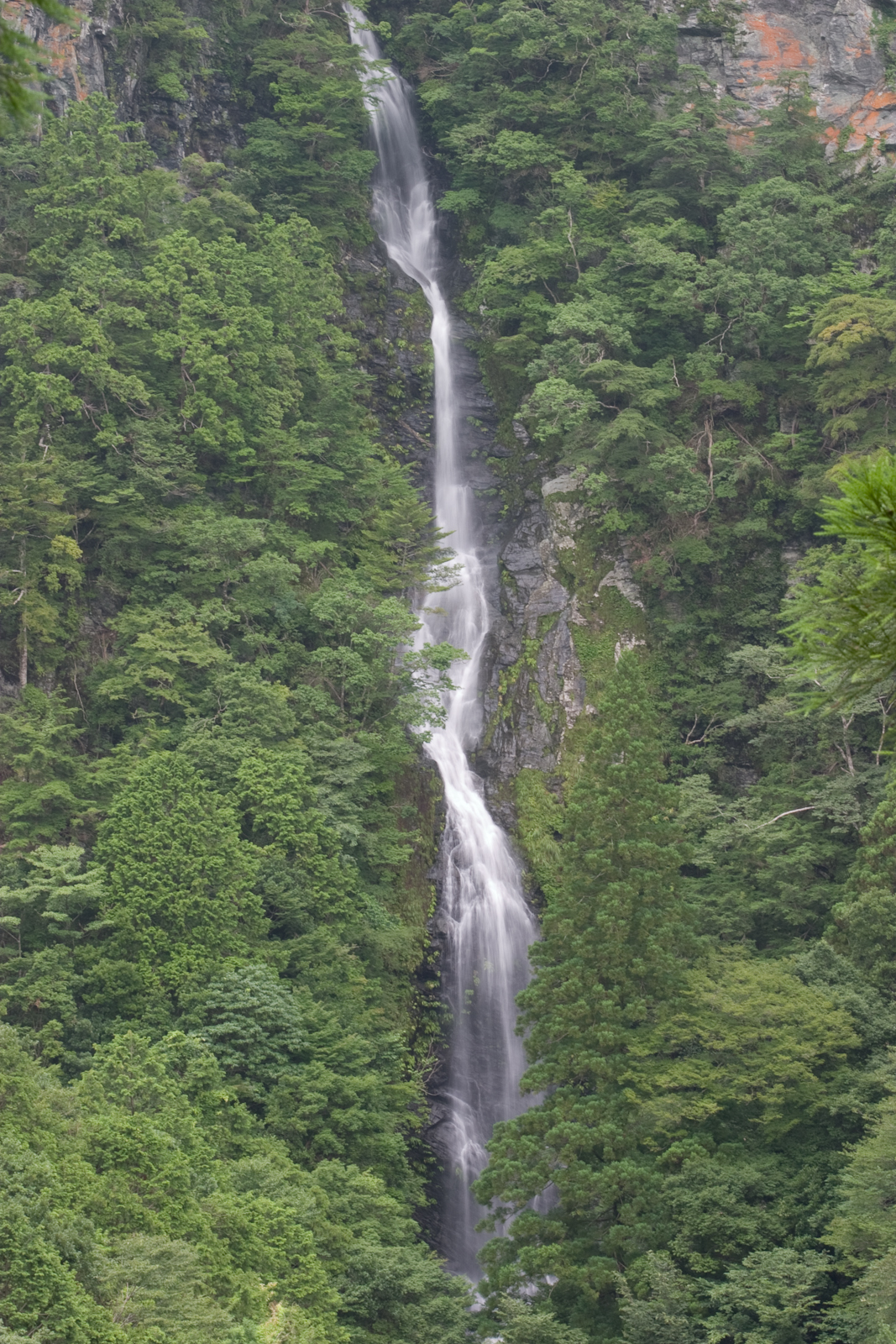
赤滝

### 名所・旧跡
主な城郭･館
- 本山城跡(本山氏の居城跡)
- 本山土居屋敷跡（永原一照の屋敷跡）

主な寺院
- 金剛寺
- 東光寺

主な神社

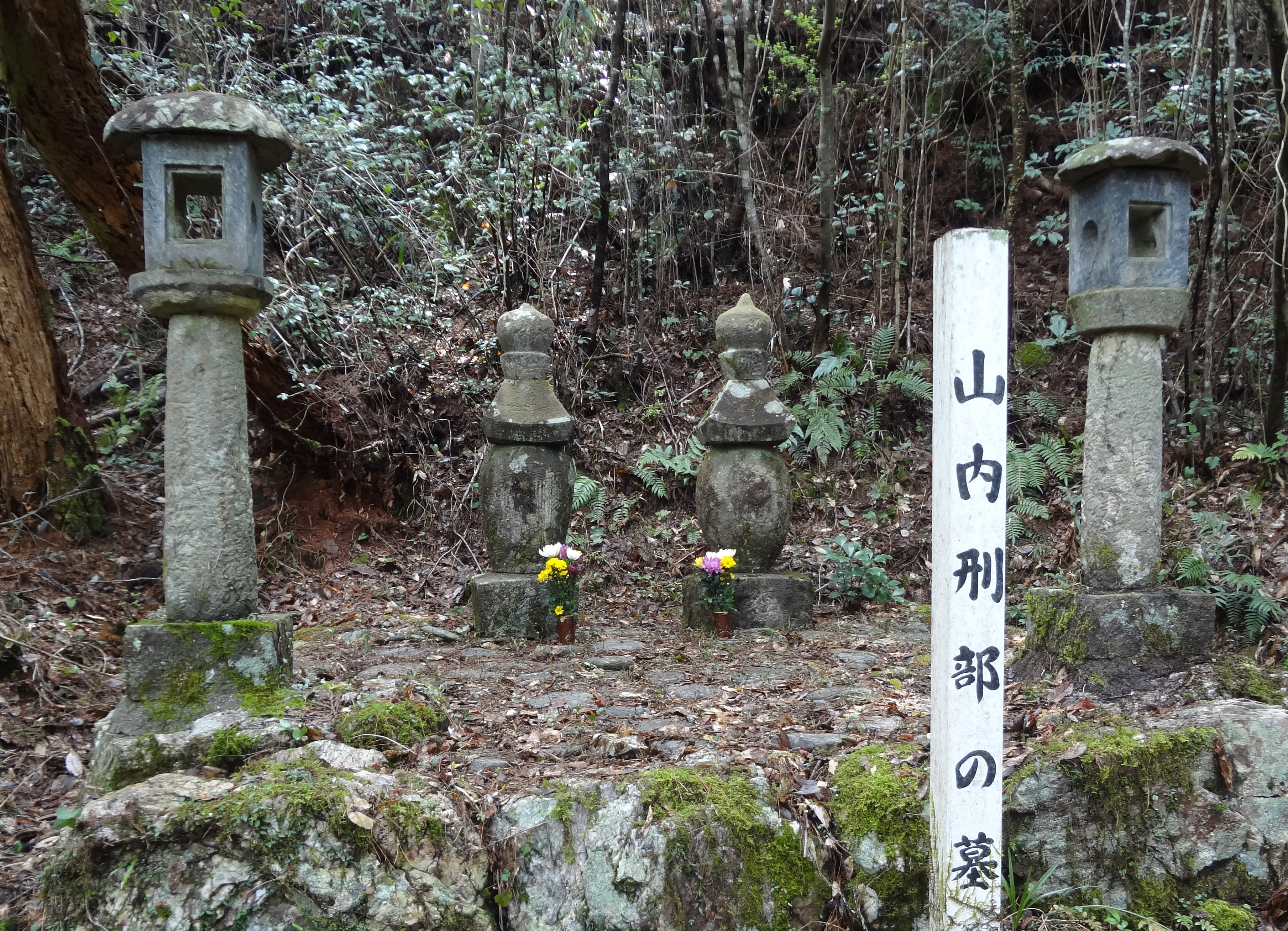
山内刑部一照夫婦の墓（本山町指定文化財）

- 仁井田神社 - 町内に何箇所か鎮座する神社。
- 十二所神社

その他の史跡
- 八木伊典墓所（本山氏の始祖の墓）
- 永原一照（山内刑部少輔）夫妻墓所（本山町指定重要文化財, 板垣退助の先祖）
- 上の坊（野中兼山が山崎闇斎を招いて土佐南学を購究した場所）
- 用水路（野中兼山が掘削を命じ現在も使われている水路）

### 観光スポット
公園
- 帰全山公園
- 若宮・上街公園

建築
- 旧本山大橋
- 白髪神社

レジャー
- 赤滝
- 樽の滝
- 汗見川（あせみかわ）
- 行川（なめかわ）

#### 集落活動センター
- 集落活動センター汗見川[5]
- 集落活動センターなめかわ

## 文化・名物

### 祭事･催事
- 花まつり - 3月下旬〜5月上旬。本山町市街地・帰全山公園。
- 汗見川清流マラソン大会 - 7月下旬。吉野・汗見川流域。1987年から開催中。参加定員は約800名であるが、毎年定員をオーバーする盛況さを誇る。4kmの部とハーフマラソンの部が実施される。清流と四国山地を駆ける高低差170mのコースで競われる。
- 吉野川いかだまつり - 8月上旬。吉野川流域。
- 町民祭 - 8月中旬。本山小学校グラウンド。
- 職域運動会 - 10月初旬。本山小学校グラウンド。
- 産業文化祭（もとやま秋まつり） - 11月中旬。本山小学校グラウンド、プラチナセンター。

### 名産・特産
- 土佐赤牛
- 天空米

## 出身関連著名人
- 永原一照（山内一豊の命で滝山一揆を平定。板垣退助の血縁上の父系の直系先祖）
- 高石左馬助（本山氏遺臣および長宗我部氏遺臣の本山郷住人。弟吉之助らとともに滝山一揆を起こし山内氏に反逆したが逃亡）
- 右城暮石（俳人）
- 大原富枝（作家、『婉という女』、高知新聞連載『本山一揆〜高石左馬之助謀反のこと』など）
- 川村和嘉治（高知県知事）
- 山原健二郎（政治家）